# Галактичка Империја
Галактичка Империја је једна од главних сукобљених страна у измишљеном универзуму „Звезданих ратова“. Она је тирански режим која обухвата целу галаксију коју је основао Палпатин, главни негативац у „Звезданим ратовима“, како би заменио Галактичку Републику у „Освети сита“. Галактичка Империја је први пут представљена у филму „Звездани ратови — епизода IV: Нова нада“. Империја се такође појављује у филмовима „Империја узвраћа ударац“ и „Повратак џедаја“.
Порекло Империје је објашњено у „Нападу клонова“ и „Освети сита“, где она замењује Галактичку Републику усред кризе коју је изазвао Палпатин, тада Врховни канцелар Галактичке Републике. У сцени при крају филма, Палпатин именује себе Императором у присуство Галактичког сената, који касније постаје Империјални сенат. У време радње „Нове наде“, Империја се већ трансформисала у тоталитарни режим, који се још увек бори против Побуњеничке алијансе.